# کف

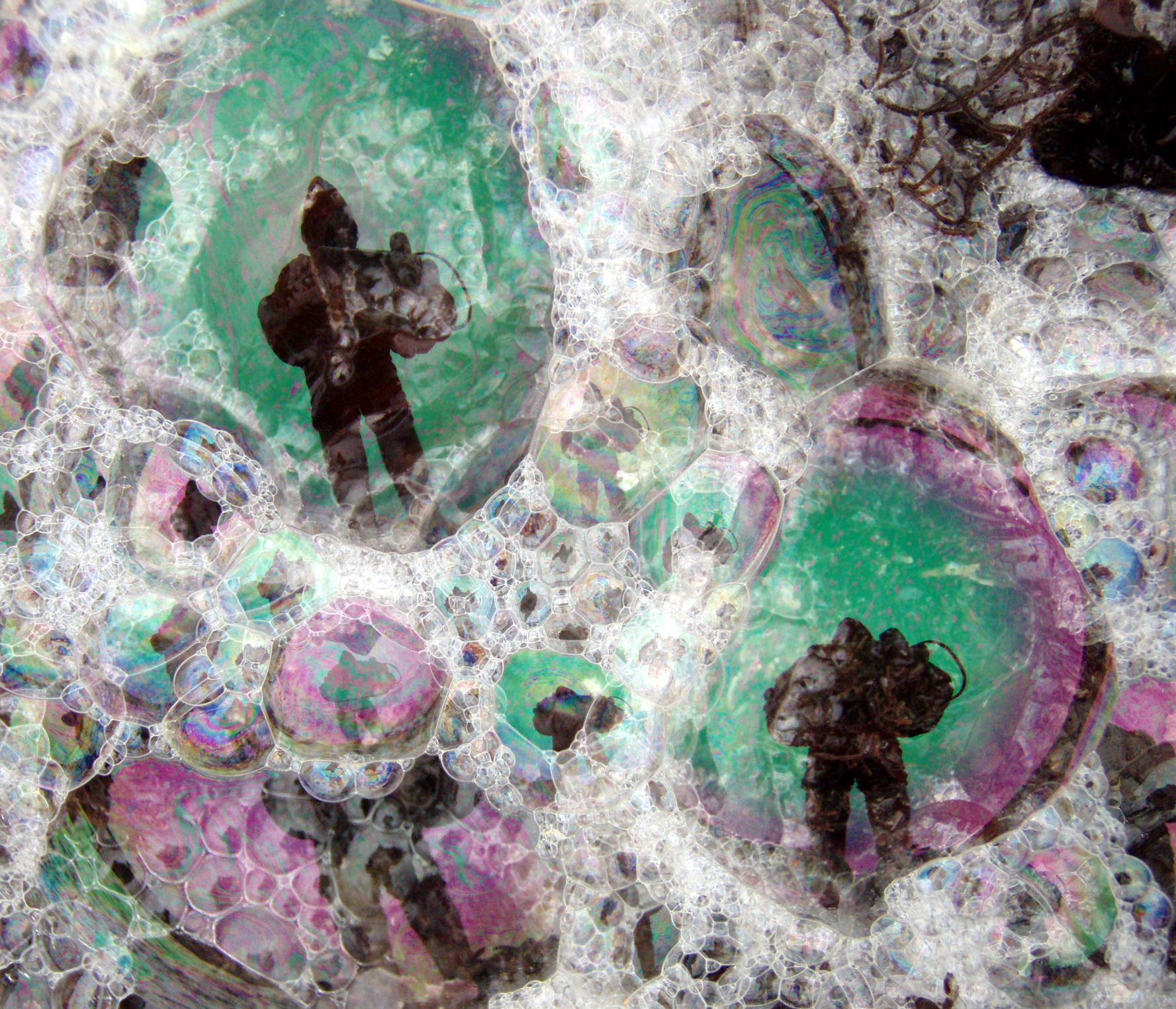
نمای نزدیک از کف دریا.

کَف، پراکندگی گاز در مایع است به‌صورتی که بخش اعظم محیط را گاز تشکیل‌داده و مایع به‌صورت لایه‌های بسیار نازکی میان حباب‌های گاز قرار گرفته‌باشد.
مواد خالص کف نمی‌کنند. با بهم‌زدن مایع‌ها در گازها و در حضور عوامل پایدار کننده، کف ایجاد می‌شود.
کف‌ها، اشیایی هستند که از طریق به دام افتادن گازها در مایعات و جامدات تشکیل می‌شوند.
اسفنج حمام و رویه‌های تشکیل شده در بالای نوشابه‌ها و دلسترها، نمونه‌هایی از کف‌ها هستند. در اکثر کف‌ها، حجم گاز بسیار است. با رگه‌هایی نازک از جامدات و مایعات که نواحی یا غشاهای گازی را از هم جدا می‌کنند.
کف‌ها می‌توانند سلول-بسته یا سلول-باز باشند(open-cell یا closed-cell)در سلول-بسته‌ها، کف‌ها نواحی گازی گسسته تشکیل می‌دهند، که هر کدام کاملاً توسط مادهٔ جامد احاطه شده. در سلول-بازها، نواحی گازی به هم مرتبط هستند. اسفنج حمام نمونه‌ای از کف‌های سلول-باز است. آب به سادگی در تمام ساختار نفوذ پیدا کرده و شناور می‌شود و هوا را جابجا می‌کند. تشک کمپینگ، نمونه‌ای از کف‌های سلول-بسته می‌باشد. نواحی گازی کاملاً از هم تفکیک شده و نفوذناپذیرند در نتیجه با ورود آب به یکی از نواحی، بقیهٔ نواحی را در بر نمی‌گیرد.
کف‌ها نمونه‌هایی از رسانه‌های پراکنده هستند. به‌طور کلی، گاز موجود، به حباب‌هایی از اندازه‌های مختلف تقسیم می‌شود که غشاهای مایع جدا شده‌اند. این مرزهای فاز مایع مدام کوچکتر و کوچکتر شده و نهایتاً فاز مایع از سیستم تخلیه می‌شود و حباب می‌ترکد. وقتی که مقیاس اولیه و اصلی خیلی ریز باشد، مثلاً در یک کف بسیار ریز، این محیط پراکنده را می‌توان نوعی کلویید نامید.
کف‌ها در صنعت مورد استفاده قرار می‌گیرند و در آتش‌نشانی هم استفاده مخصوصی دارند. کف مانند لایه‌ای پیوسته در سطح ماده در حال سوختن جریان می‌یابد و از پیدایش بخارهای اشتعال‌پذیر جلوگیری می‌کند.

## ریشه‌شناسی واژه
واژه کفَ از فارسی میانه (kp /⁠kaf⁠/، “فوم، لجن”); *kapʰas (بلغم، بلغم) را با زبان پروتو-هندوایرانی مقایسه کنید. با خاوای ختنی ("فم") و غیره همزاد.[۵]

## ساختار
کف‌ها، در بسیاری از موارد و نمونه‌ها، سیستمی چندمقیاسه دارند.
یک مقیاس، مقیاس حباب است. مواد کفی، نوعاً ساختاری بی‌نظم داشته و حباب‌هایی از اندازه‌های مختلف دارند. در اندازه‌های بزرگ، مطالعهٔ کف‌ها بسیار نزدیک به مسائل ریاضی حداقل سطوح و رسوبات سه‌بعدی می‌باشد که لانه‌زنبوری هم نامیده می‌شوند.
مقیاس دیگر و پایین‌تر از حباب‌ها، مقیاسی است که تغییرپذیر است و آن را می‌توان شبکه‌ای از نواحیِ گازی مرتبط باهم در نظر گرفت که لاملا نامیده می‌شود. در این مقیاس، ارتباط‌ها سه‌گانه بوده و زاویهٔ ۱۲۰ درجه خارج از نقاط اتصال می‌سازد که مرزهای فلات نامیده می‌شوند.
مقیاس پایین‌تر از این، مقیاس هم، هم‌صفحه و مرتبط شدن مایع و گاز در سطح غشا می‌باشد. در اکثر مواقع، این ارتباط توسط لایه‌ای از ساختار آمفیفیلیک تثبیت می‌شود که بعضاً از مواد فعال کنندهٔ سطح، نوعی ذرات به نام pickering emulsion یا ساختارهای پیچیده‌تر در این خصوص استفاده می‌شود.

## ویژگی‌های فیزیکی کف‌های جامد
در هر دو گونهٔ سلول‌باز و سلول‌بستهٔ کف‌های جامد، زیرمجموعه یا زیرساختاری سلولی مد نظر قرار می‌گیرد. آن‌ها معمولاً اتصالات گرهی ضعیف‌تری نسبت به ساختارهای سلولی دیگری نظیر ساختار لانه‌زنبوری و شبکه‌های خرپایی دارند و در نتیجه، در اثر خمش در اعضا به راحتی ایجاد خواهد شد. این اتصالات ضعیف در گره‌ها و شکستگی راحت کف‌های جامد، آن‌ها را به جامداتی کم‌مقاومت و با استحکام ضعیف در مقایسه با ساختارهای لانه‌زنبوری و خرپایی تبدیل می‌کند.

## پایداری و نیروهای نگه‌دارنده
ثبات و پایداری کف‌ها ناشی از نیروی واندروالس بین مولکول‌ها در کف، دوقطبی‌های الکتریکی که در اثر خاصیت دوقطبی مواد فعال کنندهٔ سطح و اثر مارانگونی می‌باشد.
نیروی مارنگونی در صورتی ایجاد می‌شود که مایعی که دارد تبدیل به کف می‌شود ناخالص باشد. در مجموع، موادی که نقش فعال‌کنندهٔ سطح را دارند، در صورت حل شدن، تنش را در سطح کف، کم می‌کنند.
همچنین برای ایجاد اثر مارنگونی، سطح باید دارای تورفتگی باشد که این تورفتگی‌ها، مساحت سطح را افزایش می‌دهند. مواد فعال‌کنندهٔ سطح، زمان بیشتری را برای حل شدن نسبت به مابقی قسمت‌ها می‌برند. از این رو، در تورفتگی‌ها آن را کمتر متمرکز می‌توان یافت.
همچنین می‌توان گفت که در اثر کشش‌های سطحی، تنش در اطراف فرورفتگی‌ها نسبت به بقیهٔ نواحی بیشتر هم خواهد شد. پس در نتیجه، از آنجا که انحلال مواد فعال‌کنندهٔ سطح زمان زیادی می‌برد، اثر مارنگونی فرصت پیدا می‌کند که به وقوع بپیوندد.
اختلافی که در تنش سطحی موجود است، شیبی را درست می‌کند که در نتیجهٔ آن، سیال از نقاط با تنش کمتر، به سمت نواحی پرتنش‌تر جریان می‌یابد.

## استفاده در آزمایش‌ها
کف‌ها به عنوان موادی چندمقیاسه، که شامل پدیده‌های فراوانی در ساختار خود می‌باشند، می‌توانند در آزمایش‌های گوناگونی مورد استفاده قرار گیرند. به عنوان مثال به علت دارا بودن ساختاری پر از خلل‌های گوناگون، از کف‌ها در بررسی پدیدهٔ انکسار و پراکندگی نور می‌توان استفاده نمود. همچنین از طریق تاباندن نور لیزری یا اشعه‌ی ایکس و نشاهدهٔ نتایج بازتابی آن، می‌توان حدود و زوایا و موقعیت غشاهای درون ساختار کف را بررسی نمود.

## کاربردها

### کف‌های مایع

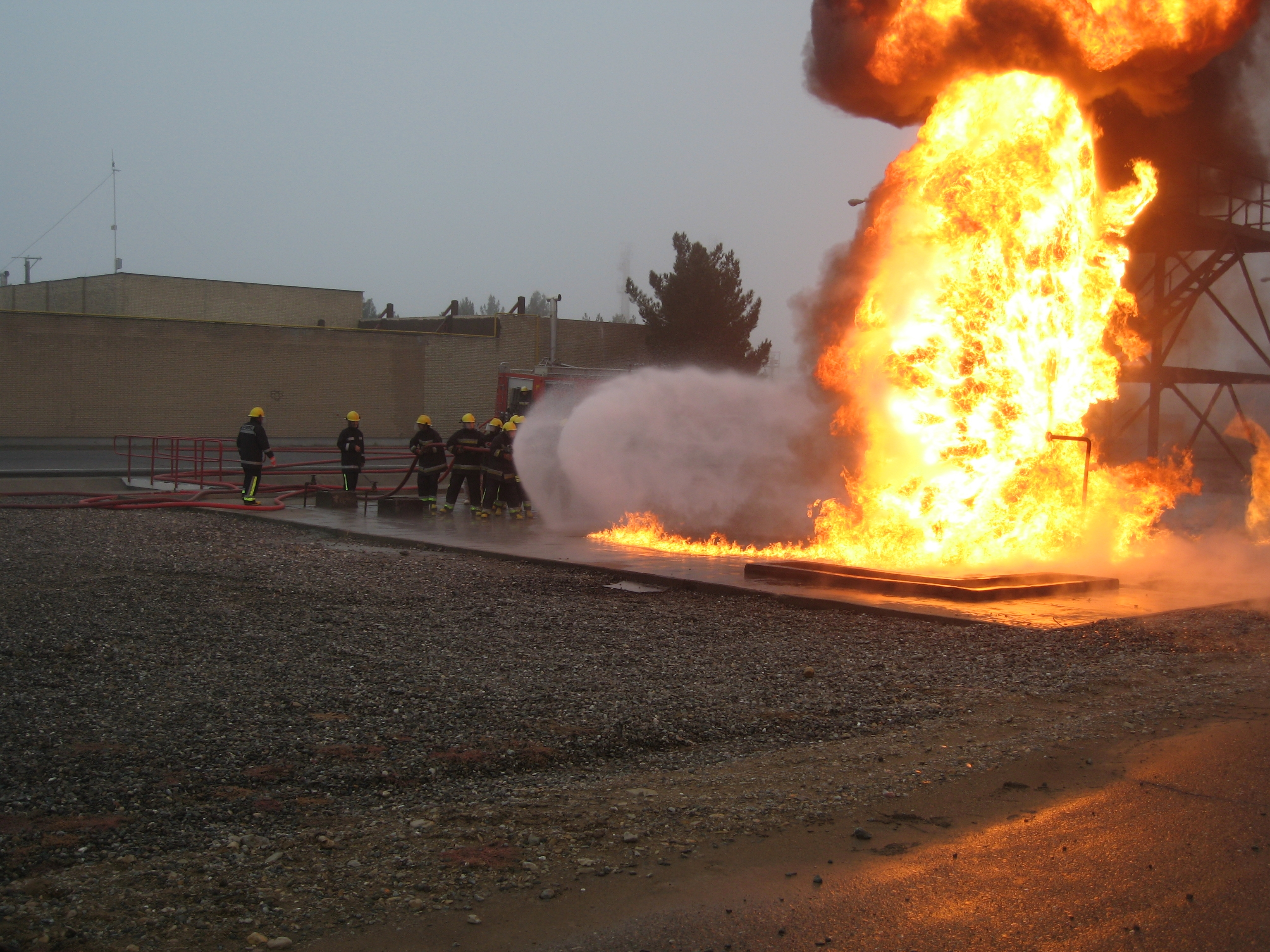
استفاده به عنوان ضدحریق

از کف‌های مایع به عنوان یکی از ضدحریق‌ها در از بین بردن آتش استفاده می‌شود. خصوصاً در مرحلهٔ خاموش کردن آتش‌های ناشی از مواد پالایشگاهی نظیر بنزین و گاز و نفت.
می‌توان گفت خمیرمایهٔ نان‌ها خود نوعی کف است که در اثر گیرافتادن حباب‌های هوایی بین خمیر ایجاد می‌شود. خمیر به عنوان کفی سلول‌بسته شناخته می‌شود که منافذ در آن راهی به همدیگر ندارند. با بریدن خمیر، حباب‌های گازی در قسمتی که جدا شده رها می‌شود اما مابقی خمیر هنوز حاوی حباب‌های زندانی بین حفرات است که نمی‌تواند خارج بشود. در صورتی که کف بتواند بسیار کش بیاید، تبدیل به کفی سلول. باز می‌شود و در آن منافذی که شامل حباب‌های هوا می‌باشو به همدیگر راه دارند. در چنین شرایطی، بریدن قسمتی از خمیر هم در نهایت منجر به خروج قسمت زیادی از گازها می‌شود و خمیر در اندازهٔ خود برایش سقوط اتفاق می‌افتد. چرا که از هوا تا حدود زیادی خالی شده و منافذ را چیزی پر نمی‌کند.

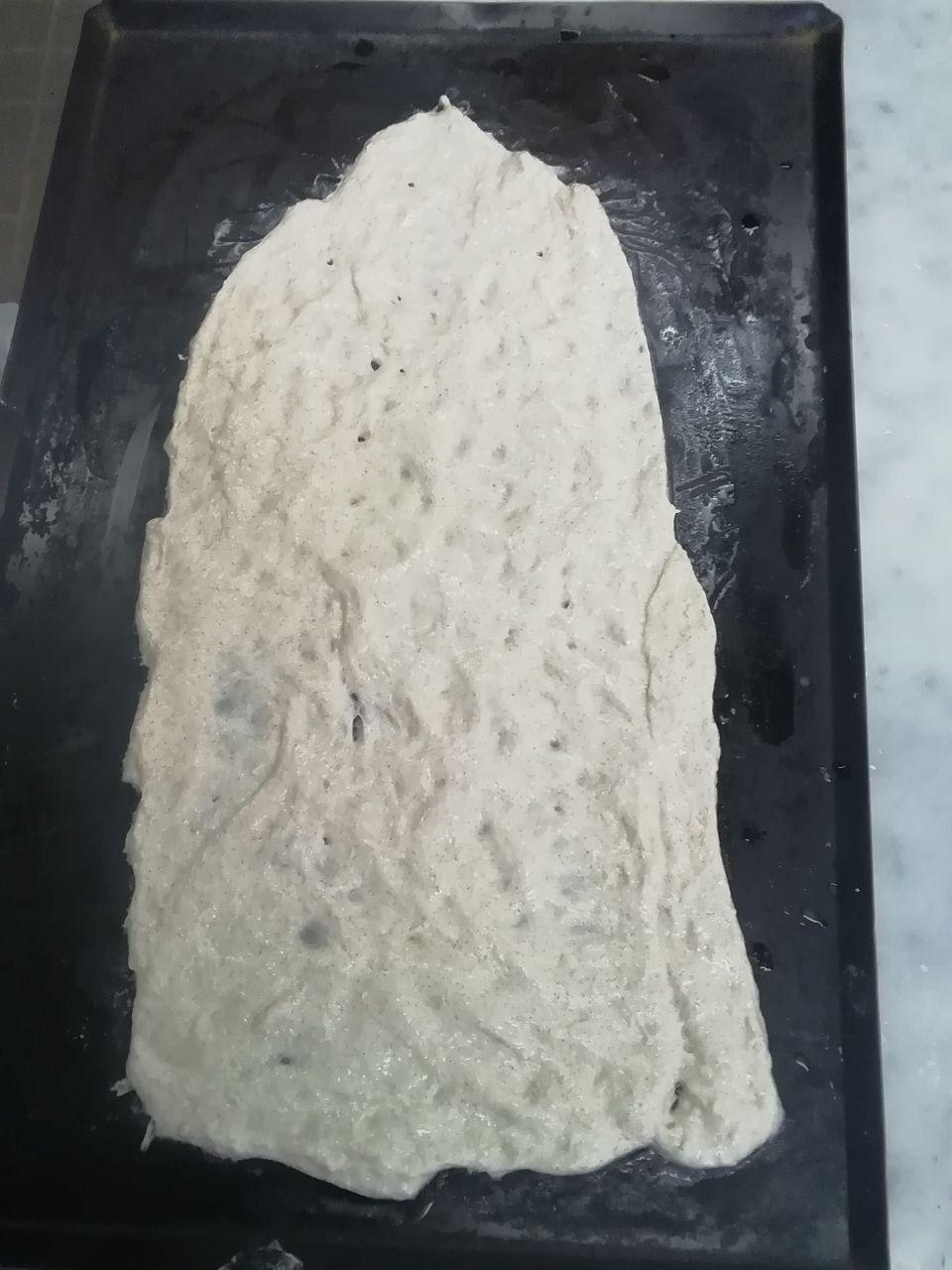
خمیرها نوعی کف می‌باشند

### کف‌های جامد
کف‌های جامد، گروهی از مواد سلولی مهندسی سبک هستند. این کف‌ها نوعاً در دو قسمت، بر اساس نوع منافذشان تقسیم می‌شوند:
کف‌های با ساختار سلول‌باز (که کف‌های مشبک هم نامیده می‌شوند) و کف‌های با ساختار سلول‌بسته.
جامدات کفی که ساختاری سلول‌بازدارند، شامل منافذی می‌باشند که با یکدیگر در ارتباط بوده و در حقیقت شبکه‌ای ارتباطی تشکیل می‌دهند که نرم است. منافذ این کف‌ها از هر آنچه که توسط گاز بتواند احاطه شود پر خواهد شد. در صورتی که از گاز پر شوند، خاصیت عایق‌بندی مناسبی ایجاد می‌شود. اما اگر با آب این منافذ پر شوند، از این خاصیت عایق بودن بالطبع کم خواهد شد. تحقیقات جدید، با تمرکز بر روی خواص کف‌های جامد سلول‌باز، در پی مواد عایق جدیدی می‌باشد. اسفنج‌های لاستیکی نمونه‌ای از این مواد سلول‌باز می‌باشند.
جامدات با ساختار سلول‌بسته، منافذی در ارتباط با هم ندارند. این مواد عموماً با توجه به ساختارشان، استحکام کششی بالایی دارند. به هر طریق، کف‌های سلول‌بسته چگال تر بوده، مواد بیشتری می‌طلبند و در نهایت گران‌قیمت تر هستند.
منافذ این مواد سلول‌بسته را می‌توان با گازهای خاصی پر نمود تا خاصیت عایق بودن بهتری رقم بخورد. این مواد پایداری و ثبات از لحاظ ابعادی زیادی داشته، ضریب نفوذ رطوبت آنها پایین است و استحکام بیشتری نسبت به جامدات سلول‌بازدارند.
همهٔ انواع کف‌ها را به عنوان هستهٔ مرکزی در کامپوزیت‌های ساندویچی استفاده می‌کنند.
از اوایل قرن بیستم، انواع مختلفی از جامدات کفی تولید شده با شرایط خاص، مورد استفاده قرار گرفته. چگالی کم این مواد، آن‌ها را به عنوان عایق حرارتی و دستگاه‌های شناور مواد به ایده‌آلی تبدیل و همچنین وزن کم و قابلیت تحمل فشار در کف‌ها، آن‌ها را مناسب برای بسته‌بندی کرده‌است.

## نگارخانه

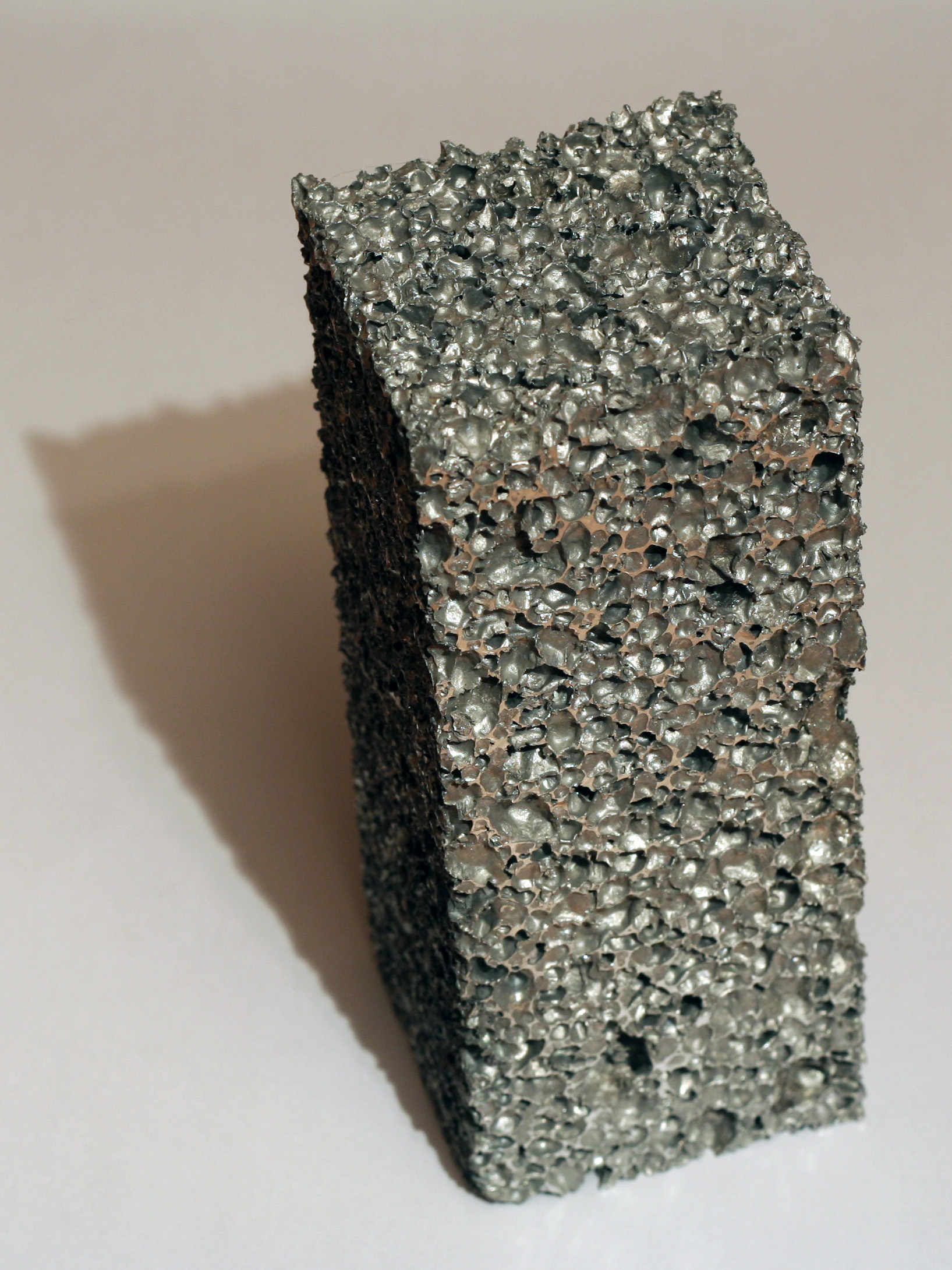
آلومینیم
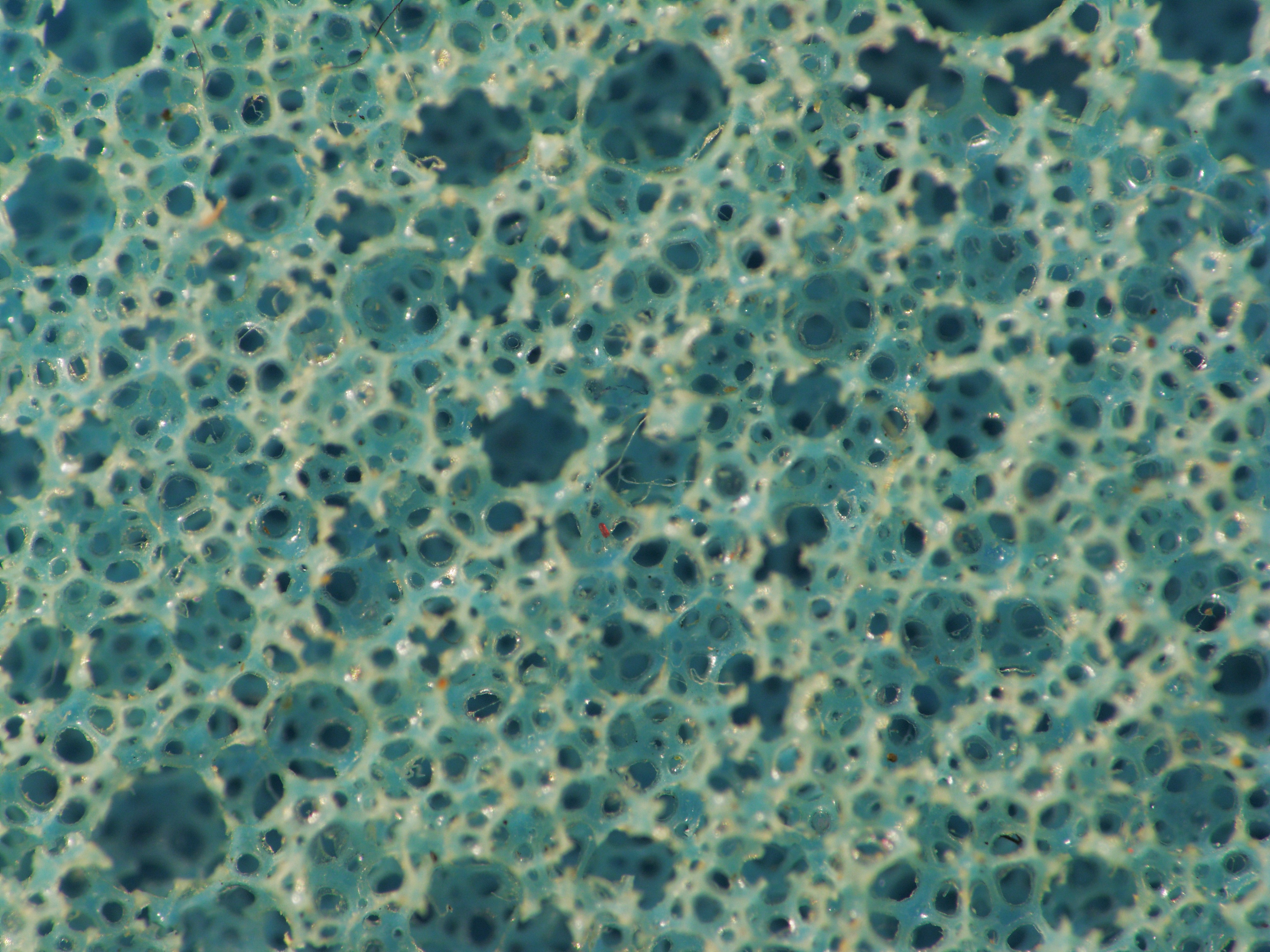
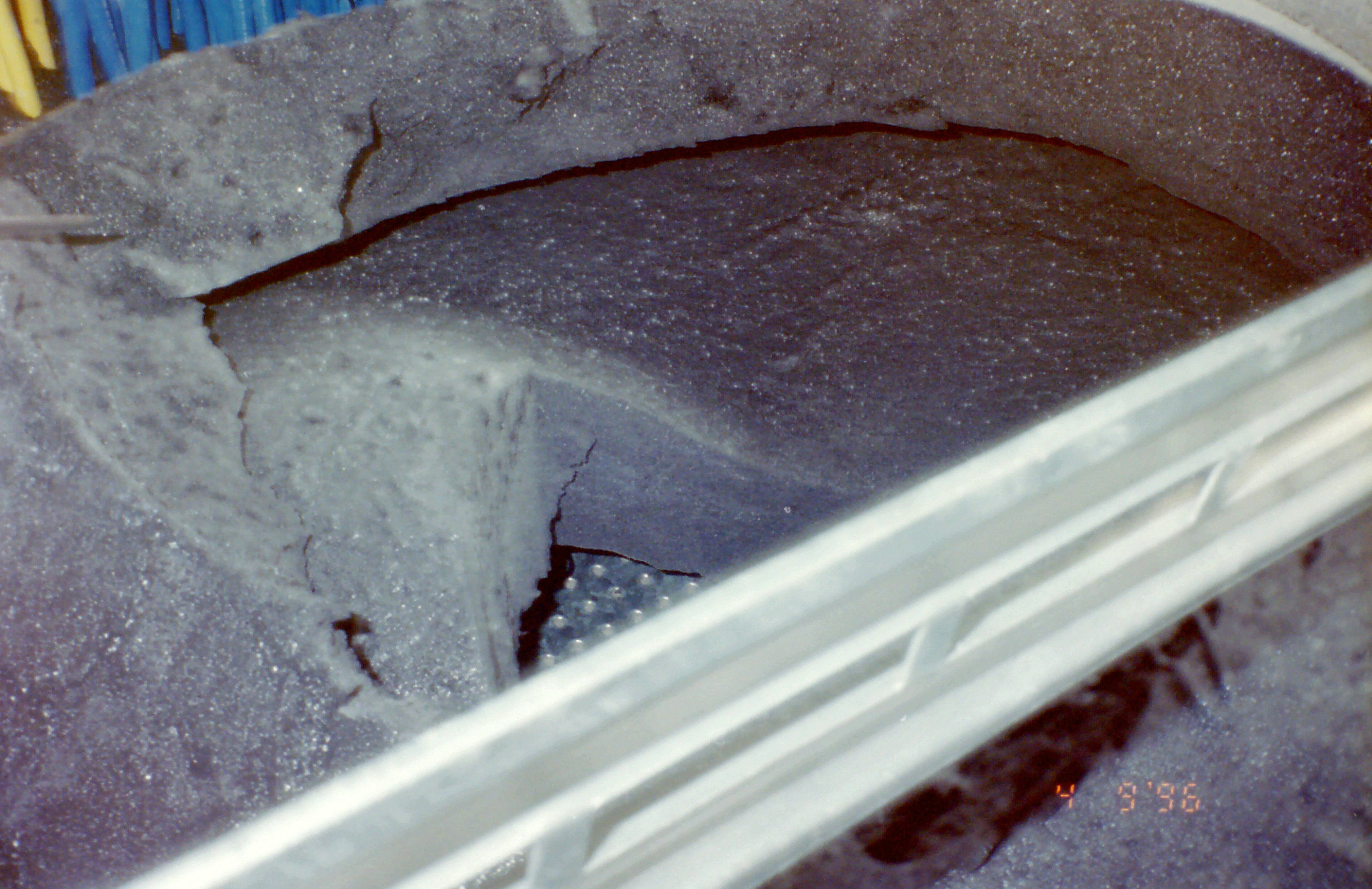
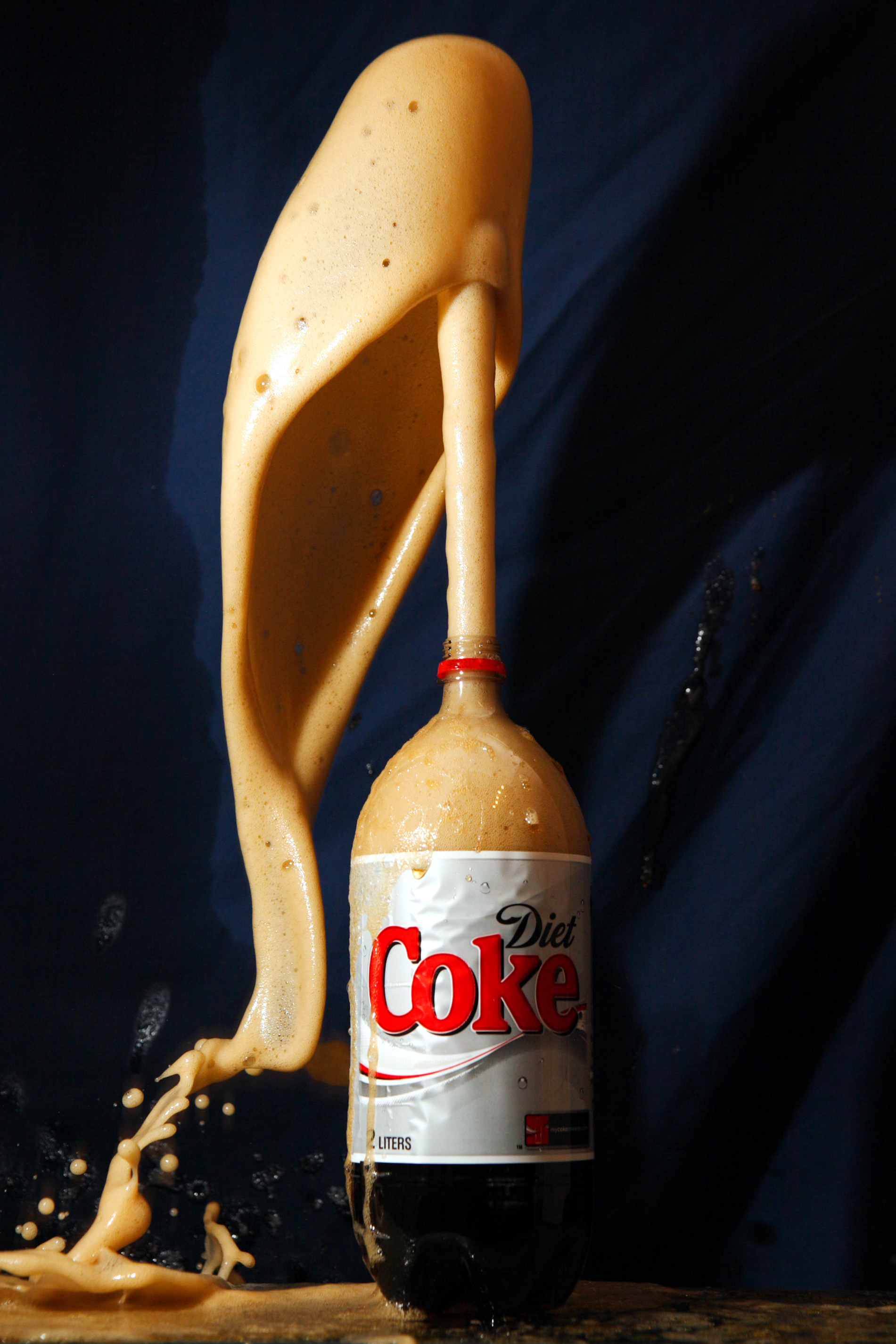

1. ↑  "Foam". Merriam-Webster. Archived from the original on 2014-12-09.
2. ↑  D. Weaire, S. Hutzler, "The Physics of Foams", Oxford University Press, 1999,.
3. ↑  Bikerman, J.J. "Formation and Structure" in Foams New York, Springer-Verlag, 1973. ch 2. sec 24–25.
4. ↑  Wang, Shuo; Austin, Peter; Chakrabati-Bell, Sumana (2011). "It's a maze: The pore structure of bread crumbs". Journal of Cereal Science.

۵.MacKenzie, D. N. (1971) “kaf”, in A concise Pahlavi dictionary, London, New York, Toronto: Oxford University Press,
https://books.google.com/books?id=tRegBAAAQBAJ&pg=PA48#v=onepage&q&f=false